# Biete Rostlaube, suche Traumauto
Biete Rostlaube, suche Traumauto ist eine Doku-Soap, die von 2010 bis 2021 bei VOX ausgestrahlt wurde.

## Hintergrund
Die Sendung wurde von Panagiota Petridou moderiert und von Ende 2010 bis Ende 2021 ausgestrahlt.

## Konzept
In der Dokusoap wird gezeigt, wie die Autoverkäuferin Petridou mit einem Team Menschen hilft, deren Auto in einem schlechten Zustand ist, und die dringend ein neues benötigen. Dabei werden in jeder Sendung das eingesetzte Auto sowie zwei weitere in verschiedenen Werkstätten aufgemöbelt und anschließend gewinnbringend verkauft. Abschließend wird das „Traumauto“ des Kandidaten oder eine Kompromisslösung gekauft, überholt und dem Kandidaten übergeben.

## Quoten
Der Marktanteil des Formats lag bis Mitte 2015 im Schnitt zwischen acht und zehn Prozent, was für VOX eine solide Quote darstellte.